# Ганнусине
Ганну́сине (колишня Видранка) — село в Україні, у Полонській міській громаді Шепетівського району Хмельницької області.

## Короткі відомості
Відомо, що у XVI—XVII ст. село називали Видранка.[джерело?]
7 (20) листопада 1917 року, відповідно до Третього Універсалу Української Центральної Ради, увійшло до складу Української Народної Республіки.
Село Ганнусине займає вигідне географічне положення — повз села проходять шосейна та залізнична дороги — і знаходиться за 5 км від центру громади, міста Полонне.
Ганнусине має три вулиці: Урожайна — найбільша вулиця, на якій розташована початкова школа; Шкільна; Польова — п'ять дворів, тому цей куток так і називається: «П'ятихатки».
Більшість працездатних громадян працюють на Агрофірмі «Маяк», спеціалізацією якої є розведення великої рогатої худоби та свиней.
Ганнусине належить до категорії зникаючих (вимираючих) населених пунктів України. За останні 15 років населення села скоротилось майже в два рази, складаючи наразі близько 300 осіб, більшість з яких люди літнього віку.
Село постраждало в часи Голодомору 1932—1933 років, за різними даними, померло до 35 осіб.
Залізнична зупинка «Ганнусине» знаходиться ближче до сусіднього села Сягрів.
12 червня 2020 року, відповідно до розпорядження Кабінету Міністрів України № 727-р «Про визначення адміністративних центрів та затвердження територій територіальних громад Хмельницької області», увійшло до складу Полонської міської територіальної громади.
19 липня 2020 року, в результаті адміністративно-територіальної реформи та ліквідації Полонського району, село увійшло до складу Шепетівського району.

## Населення

### Мова
Розподіл населення за рідною мовою за даними перепису 2001 року:
| Мова       | Кількість | Відсоток |
| ---------- | --------- | -------- |
| українська | 367       | 98.92%   |
| російська  | 4         | 1.08%    |
| Усього     | 371       | 100%     |

## Постаті
- Остапчук Василь Васильович (1977—2015) — солдат Збройних сил України, учасник російсько-української війни.

## Світлини

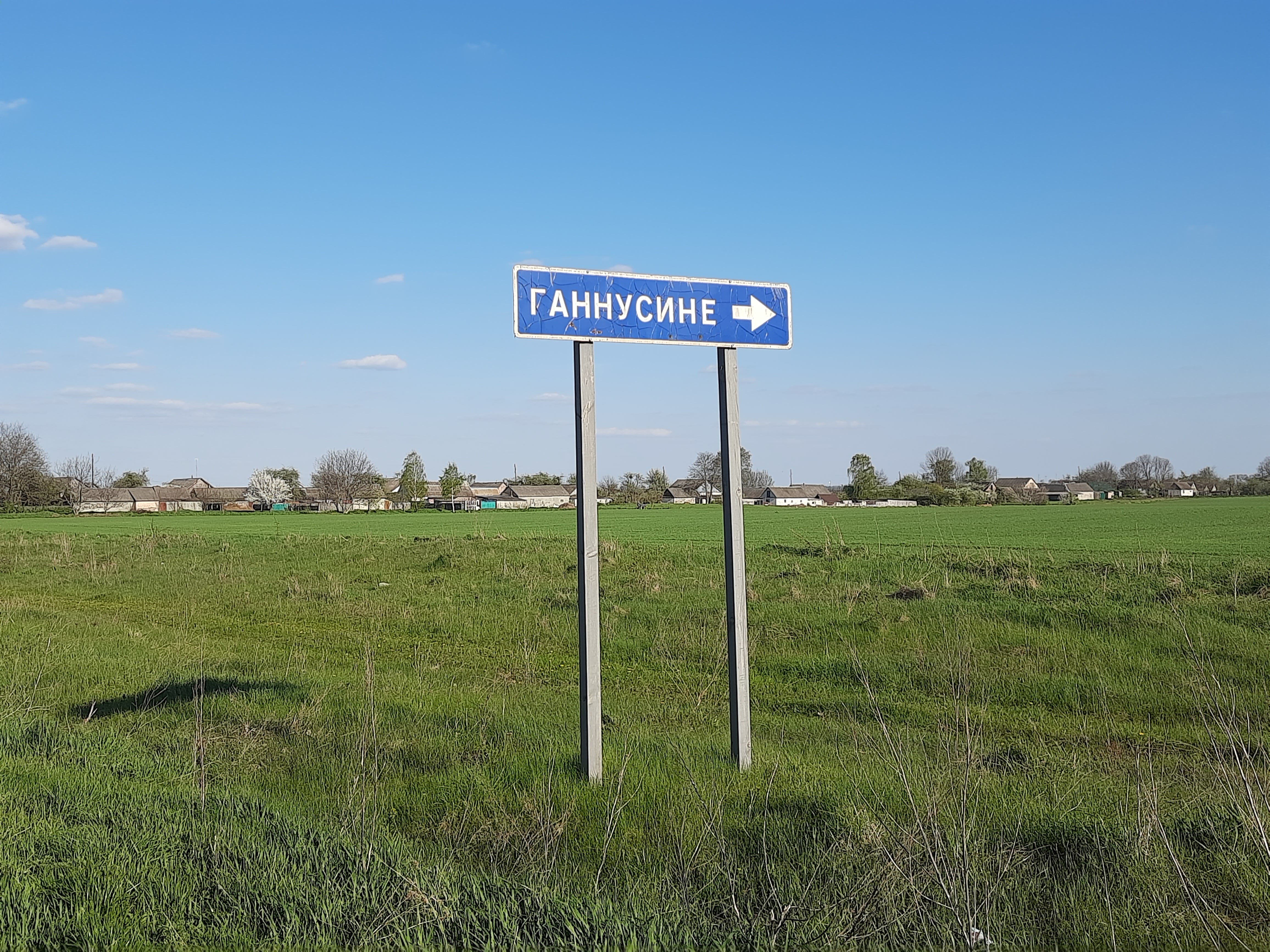
Вказівник біля села
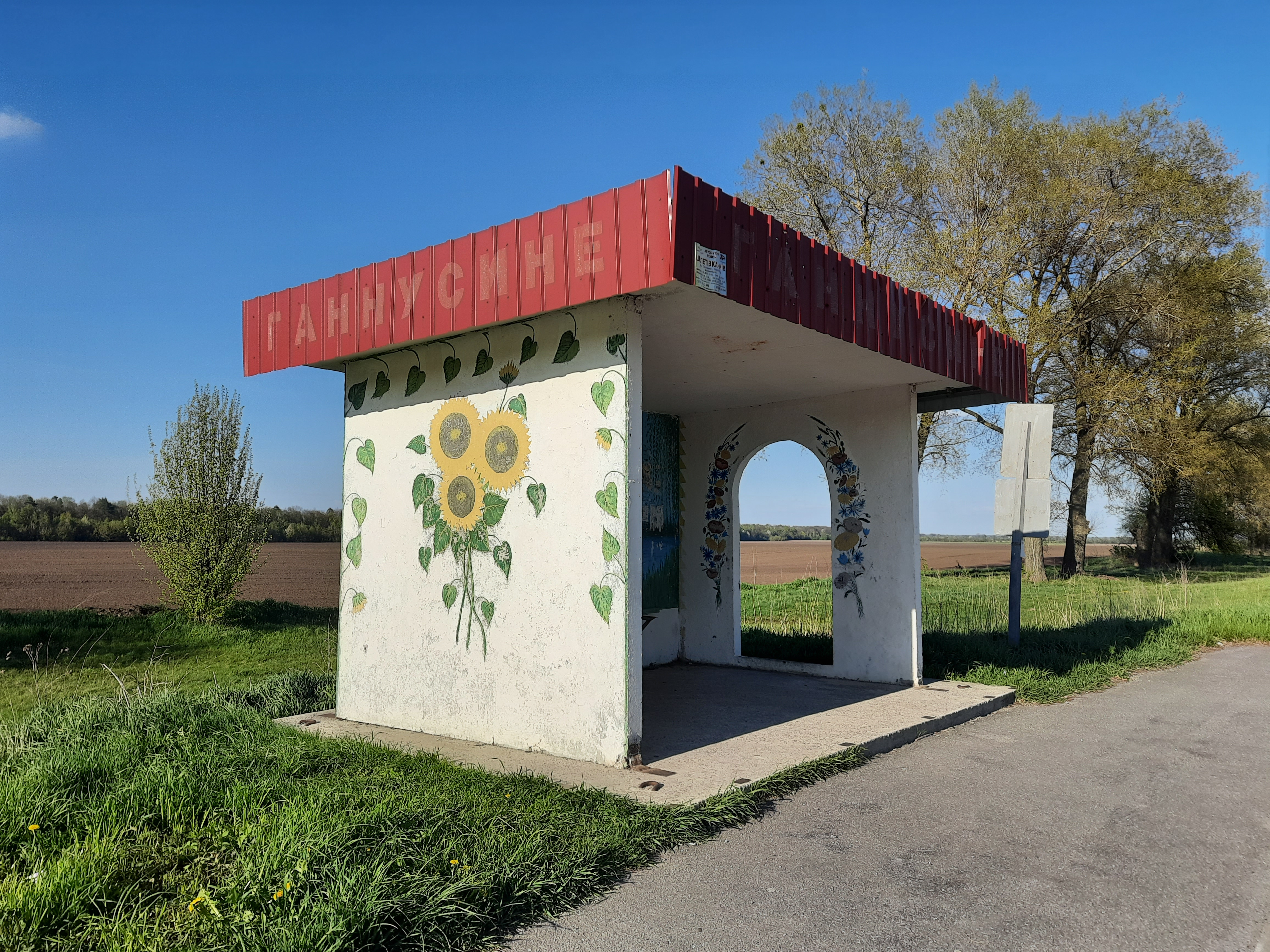
Автобусна зупинка біля села